# Kazuki Sato
Kazuki Sato (Gunma, 27 juni 1974) is een voormalig Japans voetballer.

## Carrière
Kazuki Sato speelde tussen 1997 en 2005 voor Yokohama Flügels, Yokohama F. Marinos, Kyoto Purple Sanga, Oita Trinita, Sanfrecce Hiroshima en Yokohama FC.